# Смирнов, Михаил Львович
Михаи́л Льво́вич Смирно́в (род. 6 апреля 1963) — российский актёр, гитарист, артист эстрады, юморист и музыкант. Художественный руководитель Санкт-Петербургского государственного музыкально-драматического театра «Буфф» имени И.Р. Штокбанта, конферансье, актёр и режиссёр театра Евгения Петросяна «Кривое зеркало», заслуженный артист России (2003).

## Биография
Родился 6 апреля 1963 года в Ленинграде.
Рано проявил музыкальные способности, с пяти лет начал заниматься в школе-десятилетке при Ленинградской консерватории по классу скрипки, но прилежанием не отличался, и музыку пришлось оставить. В школе увлекся гитарой и самостоятельно, без труда её освоил.
После окончания средней «английской» школы (1980) поступил на завод—втуз при Ленинградском металлическом заводе. Получив диплом, работал мастером цеха. Работая на заводе, улучал любой момент, чтобы «поучаствовать в ВИА, в театральном спектакле, попеть в хоре».
В 1988  году поступил в ЛГИТМиК на отделение эстрады и музыкального театра по специальности режиссура эстрады. Класс набирал профессор И. Штокбант, один из лучших педагогов в области эстрады. Одновременно Михаил участвовал в джазовой вокальной группе «Дайджест».
В 1993 году вместе со всем курсом был зачислен в Театр «Буфф», где наряду с театральными спектаклями на особой площадке шли эстрадные программы, различные шоу.
Профессиональная школа, музыкальность принесли молодому артисту на Всероссийском открытом конкурсе артистов эстрады, прошедшем в 1996 году в Санкт-Петербурге, лауреатство в номинации «Разговорный жанр» (кроме дуэтной сценки и монолога В. Шендеровича Михаил выступил с конферансом). В этом качестве стал выступать не только в «Буффе», но и на больших концертных площадках северной столицы.
Его конферансье мало похож на традиционных представителей жанра — балагуров, затейников. Интеллигентный молодой артист не столько стремится развлекать публику, сколько беседовать с ней, попутно комментируя происходящее на эстраде.
Его собственные номера — «Телефонный разговор двух скрипок» (партнёрша Т. Кураева), монолог в ресторане на основе вариации четырёх аккордов на гитаре — исполнены юмора, лирики; музыкальная интонация полностью заменяет слово.
Как 2-й режиссёр поставил в «Буффе» несколько спектаклей и эстрадных программ, в 2002 — самостоятельная постановка пьесы «На глазах у женской береговой охраны».
На центральном ТВ в цикле юмористических программ «Кривое зеркало», «Смехопанорама» и др.
Прекрасно чувствует аудиторию, и легко располагает её к себе.
Искрометные шутки, множество «баек» и «случаев из жизни» позволяют Михаилу Смирнову легко становиться «душой компании», а необычный «музыкальный юмор» (эстрадные миниатюры с использованием музыкальных инструментов) всегда находит в сердцах публики должный отклик.
Как сказал Лион Измайлов о Михаиле Смирнове в одном из выпусков «Юрмалины»: «Интеллигент, а раздражения не вызывает! А, наоборот, вызывает симпатию».

## Фильмография
- 1999 — Улицы разбитых фонарей. Новые приключения ментов, серия «Раритет»
- 2000 — Улицы разбитых фонарей. Менты-3, серия «Добрая память» — Кирилл Хладковский, журналист
- 2001 — Убойная сила 3, серия «Судный день» — Кирилл Аркадьевич, адвокат
- 2002 — Русские страшилки, серия «Картины-фантомы» — Аукционер
- 2016 — Апперкот для Гитлера, Сталин

## Признание и награды
- 1-е место на московском и петербургском фестивалях рекламы
- Лауреат Всероссийского открытого конкурса артистов эстрады в номинации «Разговорный жанр». 1996 г., Санкт-Петербург
- Лауреат московского фестиваля «Кубок Юмора» (2002) по номинации «Юмор в музыке».